# يايبا: نينجا غايدن زي
يايبا: نينجا غايدن زي (بالإنجليزية: Yaiba: Ninja Gaiden Z)‏ ، هي لعبة إلكترونية من نوع تقطيع وذبح وأكشن، صدرها شركة تيكمو اليابانية في شهر مارس 2014م.

## وصلة خارجية
- الموقع الرسمي